# Katja Višnar
Katja Višnar (Bled, 21 maart 1984) is een Sloveense langlaufster. Ze vertegenwoordigde haar vaderland op de Olympische Winterspelen 2010 in Vancouver, op de Olympische Winterspelen 2014 in Sotsji en op de Olympische Winterspelen 2018 in Pyeongchang.

## Carrière
Bij haar wereldbekerdebuut, in oktober 2006 in Düsseldorf, scoorde Višnar direct wereldbekerpunten. Op de wereldkampioenschappen langlaufen 2007 in Sapporo eindigde de Sloveense als 38e op de sprint en als 66e op de 10 kilometer vrije stijl. In Liberec nam ze deel aan de wereldkampioenschappen langlaufen 2009. Op dit toernooi eindigde ze als 26e op de sprint. In januari 2010 behaalde Višnar in Rybinsk haar eerste toptienklassering in een wereldbekerwedstrijd. Tijdens de Olympische Winterspelen van 2010 in Vancouver eindigde de Sloveense als zestiende op de sprint, op de estafette eindigde ze samen met Anja Erzen, Vesna Fabjan en Barbara Jezeršek op de veertiende plaats.
In februari 2011 stond ze in Rybinsk voor de eerste maal in haar carrière op het podium van een wereldbekerwedstrijd. Op de wereldkampioenschappen langlaufen 2011 in Oslo eindigde Višnar als 21e op de sprint, samen met Petra Majdič eindigde ze als vijfde op de teamsprint. In Val di Fiemme nam de Sloveense deel aan de wereldkampioenschappen langlaufen 2013. Op dit toernooi eindigde ze als vierde op de sprint. Op de teamsprint eindigde ze samen met Vesna Fabjan op de zesde plaats, samen met Barbara Jezeršek, Vesna Fabjan en Alenka Čebašek eindigde ze als veertiende op de estafette. Tijdens de Olympische Winterspelen van 2014 in Sotsji eindigde ze als negende op de sprint en als 51e op de 10 kilometer klassieke stijl. Op de teamsprint eindigde ze samen met Alenka Čebašek op de tiende plaats, samen met Alenka Čebašek, Barbara Jezeršek en Vesna Fabjan eindigde ze als tiende op de estafette.
Op de wereldkampioenschappen langlaufen 2015 in Falun eindigde Višnar als elfde op de sprint en als 35e op de 10 kilometer vrije stijl. Op de teamsprint eindigde ze samen met Nika Razinger als negende op de teamsprint, samen met Anamarija Lampič, Nika Razinger en Lea Einfalt eindigde ze als tiende op de estafette. In Lahti nam de Sloveense deel aan de wereldkampioenschappen langlaufen 2017. Op dit toernooi eindigde ze als 21e op de sprint en als 46e op de 10 kilometer klassieke stijl. Op de teamsprint eindigde ze samen met Anamarija Lampič op de achtste plaats, samen met Anamarija Lampič, Lea Einfalt en Alenka Čebašek eindigde ze als dertiende op de estafette. Tijdens de Olympische Winterspelen van 2018 in Pyeongchang eindigde ze als zestiende op de sprint, op de estafette eindigde ze samen met Anamarija Lampič, Alenka Čebašek en Vesna Fabjan op de achtste plaats.
Op de wereldkampioenschappen langlaufen 2019 in Seefeld eindigde Višnar als 26e op de sprint. Samen met Anamarija Lampič veroverde ze de zilveren medaille op de teamsprint, op de estafette eindigde ze samen met Anamarija Lampič, Alenka Čebašek en Eva Urevc op de negende plaats.

## Resultaten

### Olympische Spelen
| Jaar | Plaats      | Resultaten                                                                                              |
| ---- | ----------- | --- |
| 2010 | Vancouver   | 16e Sprint (klassieke stijl) 14e 4×5 km estafette                                                       |
| 2014 | Sotsji      | 9e Sprint (vrije stijl) 51e 10 km klassieke stijl 10e Teamsprint (klassieke stijl) 10e 4×5 km estafette |
| 2018 | Pyeongchang | 16e Sprint (klassieke stijl) 8e 4x5 km estafette                                                        |

### Wereldkampioenschappen
| Jaar | Plaats        | Resultaten                                                                                              |
| ---- | ------------- | --- |
| 2007 | Sapporo       | 38e Sprint (klassieke stijl) 66e 10 km (vrije stijl)                                                    |
| 2009 | Liberec       | 26e Sprint (vrije stijl)                                                                                |
| 2011 | Oslo          | 21e Sprint (vrije stijl) 5e Teamsprint (klassieke stijl)                                                |
| 2013 | Val di Fiemme | 4e Sprint (klassieke stijl) 6e Teamsprint (vrije stijl) 14e 4×5 km estafette                            |
| 2015 | Falun         | 11e Sprint (klassieke stijl) 35e 10 km (vrije stijl) 9e Teamsprint (vrije stijl) 10e 4×5 km estafette   |
| 2017 | Lahti         | 21e Sprint (vrije stijl) 46e 10 km klassieke stijl 8e Teamsprint (klassieke stijl) 13e 4×5 km estafette |
| 2019 | Seefeld       | 26e Sprint (vrije stijl) · Teamsprint (klassieke stijl) · 9e 4×5 km estafette                           |

### Wereldbeker
Eindklasseringen
| Seizoen   | Algm | DI  | SP  | TdS |
| --------- | ---- | --- | --- | --- |
| 2006/2007 | 101e | –   | 70e | –   |
| 2007/2008 | 55e  | –   | 39e | DNF |
| 2008/2009 | 63e  | –   | 40e | –   |
| 2009/2010 | 40e  | –   | 11e | –   |
| 2010/2011 | 30e  | –   | 8e  | –   |
| 2011/2012 | 35e  | –   | 13e | DNF |
| 2012/2013 | 40e  | –   | 14e | –   |
| 2013/2014 | 22e  | 82e | 6e  | –   |
| 2014/2015 | 25e  | –   | 6e  | –   |
| 2016/2017 | 39e  | –   | 16e | DNF |
| 2017/2018 | 46e  | –   | 16e | –   |
| 2018/2019 | 32e  | –   | 13e | DNF |
| 2019/2020 | 46e  | –   | 18e | DNF |